# Eurowings-Entscheidung
Mit der Eurowings-Entscheidung hat der EuGH die hälftige Hinzurechnung von Miet- und Pachtzinsen bei der Gewerbesteuer für unvereinbar mit der Dienstleistungsfreiheit des Art. 49 (59 a.F.) des EG-Vertrags erklärt.

## Sachverhalt und Streitgegenstand
Bei der Gewerbesteuer, die eine deutsche Besonderheit darstellt, wird nicht der Gewinn der Steuer unterworfen, sondern eine andere Größe, die sich Gewerbe-Ertrag nennt, und die sich durch Modifikationen vom Gewinn ableitet. Eine dieser Modifikationen war (und ist, s. u.) die hälftige Hinzurechnung von Miet- und Pachtzinsen nach § 8 Nr. 7 GewStG. Diese Vorschrift betrifft vor allem Leasingzahlungen. Damit soll pauschalisiert eine Gleichbehandlung von Unternehmen, die selbst erworbene und im (zivilrechtlichen und wirtschaftlichen) Eigentum stehende Wirtschaftsgüter einsetzen und von Unternehmen, die diese Wirtschaftsgüter mieten und bei denen die Mietzahlungen den Gewinn mindern, erreicht werden. Die nur halbe Hinzurechnung soll dabei berücksichtigen, dass zumindest die Abschreibungen den Gewinn mindern.
Allerdings kommt diese Vorschrift nur dann zur Anwendung, wenn die Miet- und Pachtzahlungen nicht beim Empfänger dieser Zahlungen (also in der Regel dem Leasinggeber) bereits der Gewerbesteuer unterliegen. Damit soll eine Doppelbelastung mit Gewerbesteuer vermieden werden. Im Ergebnis kommt es also nur dann zu einer hälftigen Hinzurechnung von Leasingzahlungen, wenn der Leasinggeber nicht der Gewerbesteuer unterliegt, also z. B. eine Privatperson oder ein nicht gewerbesteuerpflichtiger Unternehmer oder im Ausland ansässig ist.
In Übereinstimmung mit dem geltenden deutschen Steuerrecht wurde die Eurowings Luftverkehrs AG im Jahr 1993 zur Gewerbesteuer veranlagt. Dabei wurden Leasingzahlungen für ein Flugzeug, das sie von einem in Irland ansässigen Unternehmen geleast hatte, ihrem Gewerbeertrag hälftig hinzugerechnet. Gegen dieses Vorgehen legte die Eurowings AG Einspruch und nach dessen Ablehnung Klage beim Finanzgericht ein, da ihrer Auffassung nach § 8 Nr. 7 GewStG mit der Dienstleistungsfreiheit des EG-Vertrags unvereinbar sei. Diese Frage wurde dann als Vorabentscheidungsersuchen dem EuGH zur Entscheidung vorgelegt.

## Die Entscheidung des EuGH
Die Bundesregierung war dem Verfahren beigetreten und vertrat den Standpunkt, dass es durch die genannten Vorschriften nicht zu einer Diskriminierung von in anderen Mitgliedstaaten ansässigen Unternehmen komme, da diese ja nicht der deutschen Gewerbesteuer unterlägen und sich somit nicht in einer vergleichbaren Situation befänden. Durch die Beschränkung der Vorschriften auf den Fall, dass der Leasinggeber nicht selbst der Gewerbesteuer unterliegt, komme es auch in inländischen Fällen in einigen Konstellationen zu Hinzurechnungen. Es werde aber immer eine Einmalerfassung der Zahlungen sichergestellt.
Der EuGH hat dagegen im Urteil vom 26. Oktober 1999 ausgeführt, dass die Dienstleistungsfreiheit nicht nur Diskriminierungen, sondern jegliche Beschränkungen des grenzüberschreitenden Dienstleistungsverkehrs verbiete. Da den Fällen, in denen es auch bei einem Leasing von einem deutschen Leasinggeber zu einer Hinzurechnung kommt, keine große wirtschaftliche Bedeutung beikomme, treffe die Regelung des § 8 Nr. 7 GewStG primär ausländische Leasinggeber, die ja nie der Gewerbesteuer unterliegen. Somit sei es für deutsche Unternehmen nachteilig, Wirtschaftsgüter von ausländischen Unternehmen zu mieten. Die daraus resultierende Ungleichbehandlung von deutschen und in anderen Mitgliedstaaten ansässigen Leasinggebern sei nicht gerechtfertigt und daher nicht mit dem EG-Vertrag vereinbar.

## Folgen des Urteils
Miet- und Pachtzinsen, unter denen auch Leasingraten fallen, sind nach dem neuen § 8 Nr. 1 lit.e GewStG hälftig zu einer Gesamtsumme des  § 8 Nr. 1 GewStG hinzuzurechnen, die unter Abzug eines Freibetrages von 200.000,- € (§ 8 Nr.1 a.E. GewStG) dann insgesamt zu 25 % zum Gewerbeertrag hinzuzurechnen sind.

## Belege
1. ↑  Rechtsprechung: C-294/97 – dejure.org. In: dejure.org. Abgerufen am 3. September 2015.